# Ramnunte

Mapa de los demos de la antigua Ática. El demo de Ramnunte se situaba en el extremo noreste, junto a la costa.

Ramnunte o Ramnonte (Ῥαμνοῦς, en griego) fue un asentamiento y ahora es un yacimiento arqueológico situado en la costa del Ática cerca de Maratón, en Grecia. El yacimiento conserva vestigios de una fortaleza y de varios santuarios de la época clásica.

## Historia y descripción

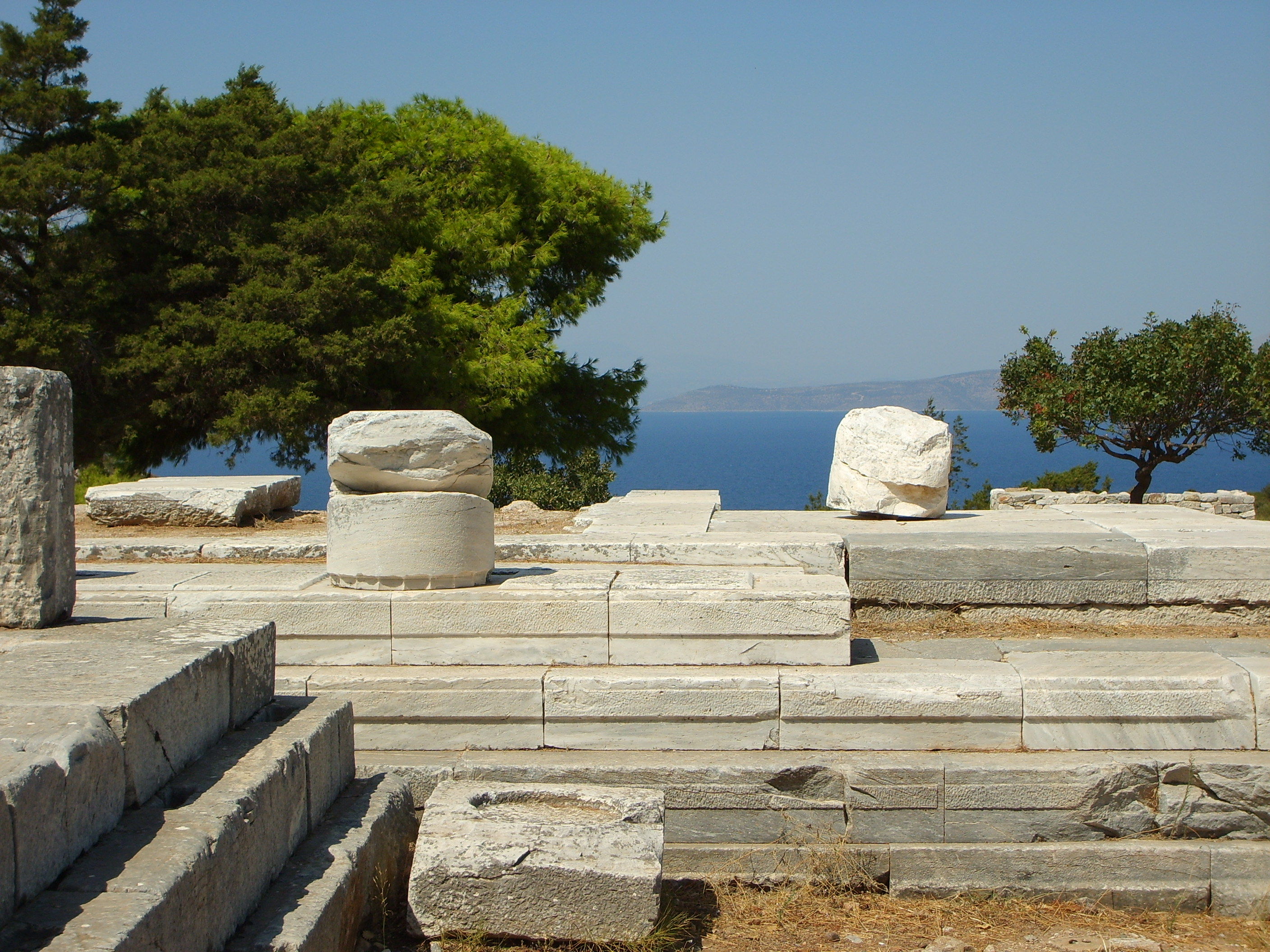
Templo de Némesis.

El demo de Ramnunte recibió su nombre de los arbustos de paliuro o cambrón que crecían en los alrededores. 
Tuvo su apogeo durante el durante el periodo clásico (siglos V y IV a. C.) El hallazgo de un casco corintio con una inscripción ha sido interpretado como una ofrenda realizada tras la campaña de Lemnos comandada por Milcíades el Joven en el año 499 a. C. Había una guarnición ateniense estacionada permanentemente en Ramnunte, en el pequeño recinto amurallado en lo alto de la colina, que vigilaba la navegación marítima. La fortificación protegía el pequeño teatro, el gimnasio, los santuarios, un pequeño número de edificios públicos, y viviendas. El antiguo camino pasaba entre inmensos monumentos funerarios y finalizaba en la puerta de la fortaleza.
En el año 295 a. C. fue tomado por Demetrio Poliorcetes. El lugar fue declinando durante el periodo helenístico.
En el año 399 un edicto del emperador Arcadio ordenaba la destrucción de los templos paganos de las zonas rurales, pero los restos del santuario y de la fortaleza nunca fueron del todo sepultados y permanecen visibles.

### Templo de Némesis
En el siglo VI a. C. ya había un primer templo dedicado a Némesis. Fue destruido por los persas en 480 a. C., pero en torno a 436-432 a. C. fue reconstruido con un mayor tamaño. Era un gran templo hexástilo de orden dórico. En su interior, la estatua de la diosa se alzaba sobre una base decorada con relieves, con un altar enfrente. La leyenda dice que antes de la Batalla de Maratón, los persas llevaron una enorme pieza de mármol para erigir un monumento de su victoria, que ellos creían segura. Sin embargo, Némesis, o un castigo divino, hizo que sucediera de otra manera. Los griegos ganaron la famosa batalla en 490 a. C.: Diódoto o quizá Agorácrito, un alumno de Fidias, esculpió la estatua de Némésis en ese gran trozo de mármol, y la erigió en Ramnunte. La estatua era famosa por su tamaño y por su belleza. La fachada oriental de este templo fue ampliamente restaurada en la época romana, en la que el templo quedó dedicado a Livia, esposa del emperador Augusto y también al emperador Claudio.

### Otros templos

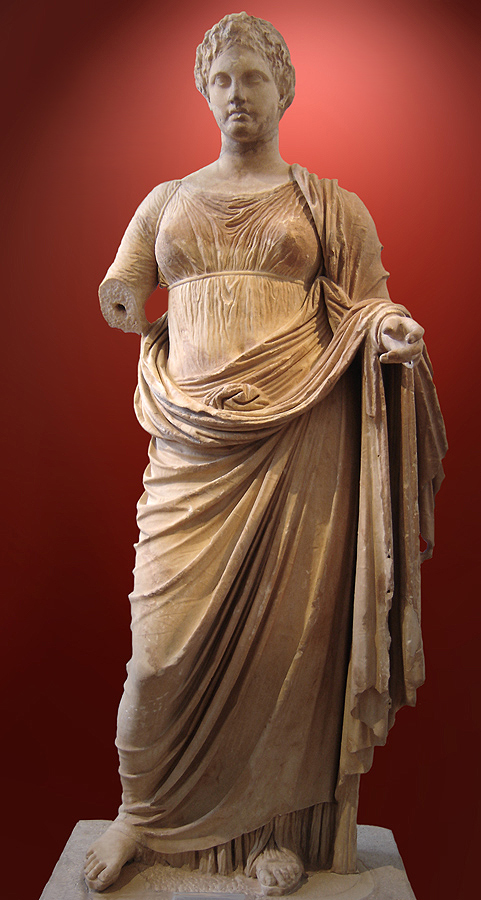
Estatua de Temis hallada en Ramnunte. Obra de mármol pentélico, c. 300 a. C., Museo Arqueológico Nacional de Atenas.

Hay también un templo más pequeño, de principios del siglo V a. C. donde la presencia de dos tronos con inscripciones del siglo IV a. C. demuestran que se adoraba a Némesis y a Temis, personificación de la justicia y de la equidad. La estatua de Temis fue obra del escultor local Queréstrato y se conserva en el Museo Arqueológico Nacional de Atenas. Otro pequeño santuario estaba dedicado originalmente a Aristómaco, un héroe sanador del Ática, pero su culto se fue sustituyendo paulatinamente desde el siglo IV a. C. por el de Anfiarao, que era venerado en Oropo.

## Personas destacadas
De Ramnunte era Antifonte, el orador del que se conservan los más antiguos discursos.